# 유승화 (성우)
유승화(1979년 12월 23일 ~ )는 대한민국의 성우이다. 2004년 EBS 20기 공채 성우로 데뷔하였다.

## 주요 출연작품

### 애니메이션
- 골든보이 (애니박스) - 수리점 부인 / 카츠다 부인 / 우동가게 부인 / 아유코
- 깨미랑 부카채카 (EBS) - 깨미
- 꼬마천사 코텐코 (챔프) - 둥순씨
- 나나 (애니원)
- 막내둥이 또또 (EBS)
- 베리 배리 크리스마스 (EBS) - 사이먼
- 블랙잭 OVA (애니박스) - 아부마루
- 슈퍼와이 (EBS) - 헨젤
- 아이들이 사는 성 (EBS) - '나'편 쓰러진 정자 / '답게? 답게!'편 왕국아이2, 아이4 / '네 잘못이 아니야'편 행인 여, 아이2
- 아이실드21 (챔프) - 나츠요
- 야호 응가네 (EBS)
- 우주소녀 푸르나와 바다탐험대 (EBS)
- 잭과 콩나무 (애니박스) - 메이비스
- 정령의 수호자 (애니박스) - 할매
- 캣피시 블루스 (EBS)
- 톰과 제리 (카툰네트워크) - 테이크
- 포코냥 (챔프) - 순구 엄마 / 냐옹이
- 프리큐어 Max Heart (챔프) - 휘성 / 유리

### 내레이션
- 세여자 (EBS)
- 생방송 부모 60 (EBS)
- 퀴즈쇼 아바타 (EBS)
- 다문화 가족 (EBS)
- 디자인 잇 유어 셀프 (올리브)
- 사랑합니다 대한민국 (KTV)
- 정책현장 (KTV)
- 수학의 원리 마테마티카 (EBS)
- 다큐 플러스 12회 : 황금빛 식탁의 행복, 울금 (JTBC)

### 게임
- 엘소드 - 아셀라
- 월드 오브 워크래프트 - 마일룬
- 커츠펠 - 키엔 아스트레아